# Brendan's Death Song
"Brendan's Death Song"  é uma canção do Red Hot Chili Peppers e é a terceira faixa de seu álbum de 2011,I'm With You e será lançada como quinto single do álbum. A música é sobre Brendan Mullen, fundador do The Masque, um clube de punk rock que foi uma parte importante da cena punk de Los Angeles. Mullen também era um amigo de longa data dos Red Hot Chili Peppers e um dos promotores da primeira música da banda. 
A Rolling Stone elegeu as melhores músicas de 2011. A música Brendan's Death Song foi eleita a 10º melhor música de 2011, descrevendo como: "A maior surpresa da seleção é "Brendan's Death Song," uma música do último album dos Red Hot Chili Peppers, I'm With You. A música começa como uma das baladas mais suaves da banda, mas avança em um ritmo intenso que destaca o talento do novo guitarrista Josh Klinghoffer."
Apesar de ter sido tocada apenas uma vez na I'm With You Tour, Chad Smith disse em 6 de março de 2012 numa entrevista a Billboard que a canção será o próximo single da banda.

## Composição
Em 1983, Flea e Anthony Kiedis fizeram uma fita demo. Eles foram ao clube no meio do dia e encontraram Brendan. Ele ouviu a fita enquanto os dois dançávam ao redor dele para transmitir a energia que tínhamos e que queríamos mostrar. Brendan ofereceu que abrissem o show dos Bad Brains. Além disso Mullen estava trabalhando com Blackie Dammett na biografia The Red Hot Chili Peppers: An Oral/Visual History, quando ele morreu de repente, depois de sofrer um derrame em 2009 e foi incapaz de concluir os trabalhos sobre o livro, que foi concluido por sua companheira Kateri Butler e o designer e músico John Curry. Sobre a composição, Anthony falou: “Coincidiu de Brendan ter morrido bem no dia que teríamos o primeiro ensaio com Josh Klinghoffer. Eu estava dirigindo de casa em direção as montanhas de Santa Monica quando recebi uma mensagem dizendo que Brendan tinha morrido de um acidente vascular cerebral bem no dia de seu aniversário. Quando cheguei ao ensaio, falei para o pessoal da banda que tínhamos acabado de perder esta pessoa maravilhosa. E então começamos a tocar sem falar nada. Provavelmente, depois de eu ter dado a notícia, a segunda coisa que saiu daquela jam foi a base para a canção de Brendan’s Death Song”. Kiedis disse que a música tem a sensação de uma marcha de morte, mas em última análise, "a música é mais uma celebração do que uma chatice." 

## Créditos
Banda
- Flea – baixo
- Anthony Kiedis – vocal
- Josh Klinghoffer – guitarra, backing vocals
- Chad Smith – bateria

Outros
- Lenny Castro -percussão